# Liste der Kulturdenkmäler in Burgsponheim
In der Liste der Kulturdenkmäler in Burgsponheim sind alle Kulturdenkmäler der rheinland-pfälzischen Ortsgemeinde Burgsponheim aufgeführt. Grundlage ist die Denkmalliste des Landes Rheinland-Pfalz (Stand: 2. August 2023).

## Denkmalzonen
| Bezeichnung               | Lage         | Baujahr | Beschreibung | Bild                           |
| ------------------------- | ------------ | ------- | --- | ------------------------------ |
| Denkmalzone Burg Sponheim | Burgweg Lage | um 1000 | Überreste der um 1000 gegründeten, 1620 zerstörten Burg Sponheim: Ringmauer, Rundturm; Bergfried, Anfang des 13. Jahrhunderts | weitere Bilder Fotos hochladen |

## Einzeldenkmäler
| Bezeichnung | Lage                   | Baujahr                    | Beschreibung | Bild |
| ----------- | ---------------------- | -------------------------- | --- | ---- |
| Hofanlage   | Hauptstraße 4 Lage     | 1616                       | verputztes Fachwerkhaus einer Hofanlage, bezeichnet 1616, eingeschossiges Vorderhaus, 18. oder 19. Jahrhundert                                             | BW   |
| Wohnhaus    | Hauptstraße 15 Lage    | Mitte des 18. Jahrhunderts | barockes Fachwerkhaus, teilweise massiv, im Kern aus der Mitte des 18. Jahrhunderts; zugesetzter Portalbogen, bezeichnet 1687 (?); Haustür bezeichnet 1898 | BW   |
| Wohnhaus    | Im Lindengarten 1 Lage | um 1910                    | ehemalige Schule mit Lehrerwohnung; eingeschossiger landhausartiger Mansarddachbau, Heimatstil, um 1910                                                    | BW   |